# Distretto di Akim Est
Il distretto di Akim Est  (ufficialmente  East Akim District, in inglese) era un distretto della Regione Orientale del Ghana.
Nel 2004 la parte nordoccidentale del distretto è stata scorporata per creare il distretto di Atiwa, nel 2008 è stato riclassificato come distretto municipale. 
Nel 2018 è stato soppresso, il territorio è stato suddiviso nei distretti di Abuakwa Sud (capoluogo: Kibi) e Abuakwa Nord (capoluogo: Kukurantumi). 